# El ratpenat (novel·la)
El ratpenat (en noruec: Flaggermusmannen) és un novel·la policíaca escrita el 1997 per l'escriptor noruec Jo Nesbø. És la primera de la sèrie Harry Hole.
L'autor va començar a escriure aquesta novel·la durant unes vacances a Austràlia. La idea va sorgir a bord d'un avió d'Oslo a Sydney, en un vol de 13 hores. Nesbø va descobrir la cultura aborígena australiana i els seus mites, que li van servir d'inspiració per la novel·la. Va estar acabada en 5 setmanes.
Meritxell Salvany va traduir aquesta novel·la al català el 2015. L'Editorial Proa la va publicar el març del 2015. Té 448 pàgines.

## Argument
La trama gira entorn el policia noruec Harry Hole, que és enviat a Sydney, Austràlia per treballar com a agregat a la investigació de la policia australiana sobre la mort d'una jove celebritat noruega, Inger Holter. Al principi el seu xicot, Evans White, n'és el principal sospitós. Hole rep l'ajuda del company aborigen Andrew Kensington; junts descobriran que estan tractant amb un assassí en sèrie que estrangula dones rosses. Hole fa amistat amb una pel-roja sueca anomenada Birgitta. A mesura que la història esdevé més complexa, Harry té problemes per a trobar l'assassí i es torna alcohòlic. El passat del Harry i la cultura a Austràlia també estaran involucrats en aquesta història.